# Beuel
Beuel is een stadsdistrict van Bonn en was tot 1969 een gemeente in de deelstaat Noordrijn-Westfalen. Het omvat het gehele grondgebied van de gemeente Bonn aan de rechter zijde van de Rijn.

## Geografie
Beuel ligt op de rechter zijde van de Rijn. Noordelijk grenst het aan Niederkassel en Troisdorf, oostelijk aan Sankt Augustin en zuidelijk aan Königswinter.

### Wijken
- Beuel-Mitte
- Beuel-Ost
- Geislar
- Hoholz
- Holtorf
- Holzlar
- Küdinghoven
- Limperich
- Oberkassel (Bonn)
- Pützchen/Bechlinghoven
- Ramersdorf
- Schwarzrheindorf/Vilich-Rheindorf
- Vilich
- Vilich-Müldorf

## Geschiedenis
In het jaar 1139 komt Beuel voor het eerst voor in de geschriften, onder de naam Builia. Hierna komt de plaats voor als Buele (1143), tussen 1156 en 1333 als Buwele en vanaf 1732 als Bewel. De naam is afgeleid van Buel (middelhoogduits: Buhil) of Büchel en betekent glooiing of verhoging. Dit wijst erop, dat het dorp Beuel op een heuvel tussen meerdere oude rijnarmen werd opgericht. Een van de eerste vernoemingen van Beuel hangt met een dotatie, schenking samen, die op 17 september 1156 door Keizer Frederik I van Hohenstaufen werd gedaan. Hier ging het om het bezit van het Rheindorfer Hof met drie wijngaarden.

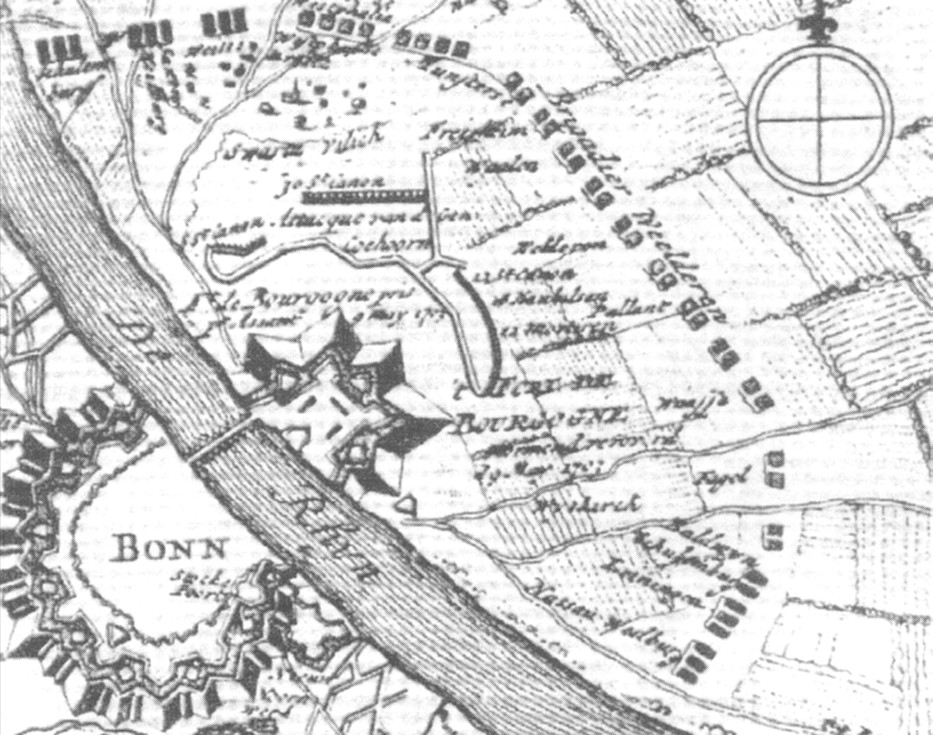
Beueler Schanze rond 1703 (Fort de Bourgogne)

Op politiek gebied was het gebied sinds de 15e eeuw verdeeld: Schwarzrheindorf en Vilich vormden het eerste deel van Keur-Keulen aan de rechter zijde van de Rijn, terwijl de andere plaatsen tot Berg en daarmee tot Amt Löwenburg behoorden. De grens liep ter hoogte van de huidige Kennedybrücke. Tegen het einde van de 16e eeuw, tijdens de Keulse Oorlog, werd in Beuel een fort gebouwd. Beuel was in deze tijd vaak uitgangspunt tot inlijving door Bonn vanuit de Beueler Schanze. Sinds de 18e eeuw werd Beuel door de Beueler Wäschereien (wasserijen van Beuel) gekenmerkt.
In het jaar 1952 werd de gemeente Beuel tot stad verklaard en behield een eigen wapen. Deze toont op een gouden achtergrond 13 blauwe sterren en een schip op de Rijn. De 13 sterren staan voor de 13 dorpen, die de voormalige gemeente Beuel had. Het schip symboliseert de belangrijkste economische tak van Beuel in vroegere tijden: de visserij.
De stad bestond slechts kort, doordat Beuel in 1969 door de gemeentelijke herindeling door Bonn werd opgenomen en heden ten dage vormt Beuel samen met de tevens voormalige gemeenten Oberkassel en Holzlar het stadsdistrict Beuel.

## Politiek
De 19 zetels van de "Bezirksvertretung" (districtsvertegenwoordiging) zijn als volgt verdeeld:
| Partij           | Zetels (2004) | Zetels (2009) |
| ---------------- | ------------- | ------------- |
| CDU              | 8             | 6             |
| SPD              | 6             | 5             |
| GRÜNE            | 3             | 4             |
| FDP              | 1             | 2             |
| Bürger Bund Bonn | 1             | 1             |
| LINKE            | -             | 1             |

## Infrastructuur
Beuel is via het station Bonn-Beuel langs de spoorlijn Keulen - Wiesbaden bereikbaar.